# Peter Horák
Peter Horák (Bratislava, 7. prosinca 1983. - ) je slovački atletičar koji se natječe u disciplini skok u vis. Za Slovačku je nastupio na dva Svjetska, tri Europska i dva Europska dvoranska prvenstva. Na Svjetskim prvenstvima osvojio je 13. (2007.) i 27. mjesto (2009.), na Europskom prvenstvima 5. (2006.), 10. (2010.) i 19. mjesto (2012.) te 18. (2011.) i 25. mjesto (2013.) na Europskim dvoranskim prvenstvima. Na Univerzijadi 2006. u Bangkoku je s preskočenih 220 centimetara osvojio 6. mjesto.

## Športska postignuća
| Tumač znakova: | q | Kvalifikacije | NR | Državni rekord | PB | Osobni rekord | SB | Rekord sezone | NM | Bez rezultata |

| Godina              | Natjecanje                      | Mjesto                | Pozicija            | Disciplina          | Duljina             |
| Nastupi za Slovačku | Nastupi za Slovačku             | Nastupi za Slovačku   | Nastupi za Slovačku | Nastupi za Slovačku | Nastupi za Slovačku |
| ------------------- | ------------------------------- | --------------------- | ------------------- | ------------------- | ------------------- |
| 2001.               | Europsko juniorsko prvenstvo    | Grosseto, Italija     | 10. (q)             | skok u vis          | 208 cm              |
| 2002.               | Svjetsko junirsko prvenstvo     | Kingston, Jamajka     | 12. (q)             | skok u vis          | 210 cm              |
| 2005.               | Europsko prvenstvo do 23 godine | Erfurt, Njemačka      | 17. (q)             | skok u vis          | 218 cm              |
| 2006.               | Europsko prvenstvo              | Göteborg, Švedska     | 15. (q)             | skok u vis          | 223 cm              |
| 2007.               | Univerzijada                    | Bangkok, Tajland      | 6.                  | skok u vis          | 220 cm              |
| 2007.               | Svjetsko prvenstvo              | Osaka, Japan          | 13. (q)             | skok u vis          | 213 cm              |
| 2008.               | Olimpijske igre                 | Peking, Kina          | 33.                 | skok u vis          | 215 cm              |
| 2009.               | Svjetsko prvenstvo              | Berlin, Njemačka      | 27.                 | skok u vis          | 220 cm              |
| 2010.               | Europsko prvenstvo              | Barcelona, Španjolska | 10.                 | skok u vis          | 219 cm              |
| 2011.               | Europsko dvoransko prvenstvo    | Pariz, Francuska      | 18. (q)             | skok u vis          | 217 cm              |
| 2012.               | Europsko prvenstvo              | Helsinki, Finska      | 19. (q)             | skok u vis          | 219 cm              |
| 2013.               | Europsko dvoransko prvenstvo    | Göteborg, Švedska     | 25. (q)             | skok u vis          | 213 cm              |